# Ostryna (gmina)
Ostryna (1919 Ostrynia) – dawna gmina wiejska istniejąca do 1939 roku w województwie nowogródzkim w Polsce (obecnie na Białorusi). Siedzibą gminy było miasteczko Ostryna (1574 mieszk. w 1921 roku).
Na początku okresu międzywojennego gmina Ostryna należała do powiatu lidzkiego w woj. nowogródzkim. 29 maja 1929 roku gmina weszła w skład nowo utworzonego powiatu szczuczyńskiego w tymże województwie. 21 czerwca 1929 roku do gminy Ostryna przyłączono część obszaru zniesionej gminy Dziembrów.
Po wojnie obszar gminy Ostryna został odłączony od Polski i włączony w struktury administracyjne Białoruskiej SRR.